# Planigale tenuirostris
Planigale tenuirostris är en pungdjursart som beskrevs av Ellis Le Geyt Troughton 1928. Planigale tenuirostris ingår i släktet dvärgpungmöss och familjen rovpungdjur. IUCN kategoriserar arten globalt som livskraftig. Inga underarter finns listade.

## Utseende
Arten når en maximallängd (huvud och bål) av 7,5 cm och därtill kommer en lika lång eller lite kortare svans. Vikten går sällan upp till 10 g. Djuret har liksom andra släktmedlemmar en spetsig nos. På ovansidan förekommer rödbrun till brun päls och undersidan är täckt av ljusgrå päls, förutom övre halsen som är vit. Kännetecknande är karamellfärgade klor.

## Utbredning
Pungdjuret förekommer i östra Australien. Arten vistas där i gräsmarker, buskmarker och längs vattendrag.

## Ekologi
Individerna är aktiva på natten och de vilar på dagen i bergssprickor eller i naturliga jordhålor. Planigale tenuirostris äter främst ryggradslösa djur som spindlar och insekter som kompletteras med små ödlor.
Honan kan ha upp till två kullar per år och föder omkring sex ungar per kull. Fortplantningstiden sträcker sig från juli till januari, våren och sommaren på södra jordklotet. Efter dräktigheten som varar cirka 19 dagar lever ungarna i moderns pung (marsupium). Där stannar de cirka 40 dagar och de diar sin mor för upp till ytterligare 55 dagar. Enskilda exemplar kan leva två år.